# Anastrozol
El anastrozol es un fármaco inhibidor de la aromatasa no esteroideo  utilizado en el manejo y tratamiento del cáncer de mama posmenopáusico con receptores estrogénicos positivos, debido a una eficacia y un perfil de efectos adversos más favorables en comparación con los moduladores de los receptores de estrógeno.

## Historia
Los inhibidores de la aromatasa se desarrollaron a partir de la investigación realizada por la farmacéutica inglesa Angela M. Hartley Brodie en el año 1973 para la Fundación Worcester para la Biología Experimental en Shrewsbury, Massachusetts bajo la hipótesis de que los inhibidores de la aromatasa podrían ser mejores alternativas que el tamoxifeno, un anti estrógeno débil que produce un ligero efecto estrogénico. El anastrozol fue patentado por Imperial Chemical Industries (ICI) en 1987 y fue aprobado por la FDA para uso médico, específicamente para el tratamiento del cáncer de mama, en 1995.

## Farmacocinética

### Vías de administración
El anastrozol se administra como comprimido oral de 1 mg que debe tomarse una vez al día con o sin alimentos y puede administrarse a pacientes con insuficiencia hepática leve a moderada, también puede administrarse a pacientes con insuficiencia renal debido a que la depuración renal no es de mucha importancia para su metabolismo.

### Absorción
La absorción de anastrozol es rápida, por lo cual alcanza concentraciones plasmáticas máximas aproximadamente 2 horas después de su administración. Al ingerirse con alimentos se reduce la velocidad de absorción pero no la biodisponibilidad.
Aproximadamente el 90-95% de las concentraciones plasmáticas de anastrozol en estado de equilibrio se obtienen después de 7 dosis. No existe evidencia de que los parámetros farmacocinéticos de anastrozol sean dependientes del tiempo o de la dosis. La farmacocinética de anastrozol es independiente de la edad en mujeres postmenopáusicas.

### Distribución
La concentración plasmática media de los conjugados de anastrozol es de 4,2 ng/ml y su unión a proteínas plasmáticas es del 40%.

### Metabolismo y metabolitos
El anastrozol es un inhibidor de la aromatasa que se metaboliza predominantemente en el hígado a través de varias vías metabólicas. Estas incluyen la N-desalquilación, glucuronidación e hidroxilación, lo que conduce a una semivida terminal de aproximadamente 50 horas. La oxidación a hidroxi-anastrozol es catalizada predominantemente por la enzima CYP3A4 del citocromo P450.
En cuanto a la actividad del metabolito hidroxi-anastrozol, este se considera inactivo. La mayoría de los metabolitos del anastrozol, incluidos los productos de hidroxilación y glucuronidación, no poseen actividad inhibitoria significativa sobre la aromatasa, lo que implica que el efecto terapéutico del anastrozol es principalmente mediado por el fármaco original y no por sus metabolitos.

### Excreción
El metabolismo hepático es alrededor del 60-85% de la eliminación del fármaco. Aproximadamente el 10% de la dosis se elimina por orina. Se ha demostrado que anastrozol puede administrarse sin provocar cambios en la depuración renal en pacientes con GFR menor al 30%, además, en pacientes con cirrosis hepática el clearance hepático disminuye alrededor de un 30% pero se mantiene en rangos aceptables. La vida media de eliminación es de 40 a 50 horas.

## Farmacodinámica

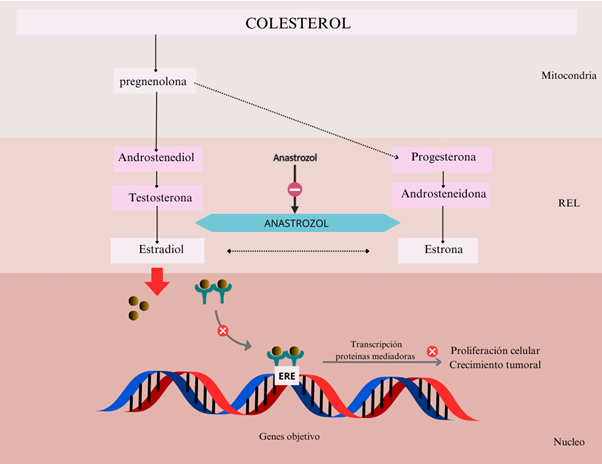
Se ilustra como el anastrozol impide el metabolismo normal en la síntesis de estrógenos

### Mecanismo de acción
El anastrozol inhibe de forma selectiva y competitiva la enzima aromatasa que se encuentra predominantemente en las glándulas suprarrenales, el hígado y los tejidos grasos. Los cánceres de mama son receptores-hormonales-positivos, lo que significa que su crecimiento es estimulado y/o mantenido por la presencia de hormonas como el estrógeno o la progesterona. La inhibición o inactivación de la aromatasa suprime los niveles séricos de estrógeno, lo que disminuye la proliferación de células cancerosas mediada por estrógeno en el cáncer de mama con receptores hormonales positivos.

### Interacciones
| Fármaco               | Resultado de la interacción con anastrozol |
| --------------------- | --- |
| Etinilestradiol       | El anastrozol actúa disminuyendo la biosíntesis de estrógenos en los tejidos periféricos y las células cancerosas. En consecuencia, es probable que el uso concomitante de estrógenos interfiera con la eficacia clínica del anastrozol |
| Estrógenos            | El anastrozol actúa disminuyendo la biosíntesis de estrógenos en los tejidos periféricos y las células cancerosas. En consecuencia, es probable que el uso concomitante de estrógenos interfiera con la eficacia clínica del anastrozol |
| Tamoxifeno            | El uso conjunto de estos medicamentos puede hacer que el anastrozol sea menos eficaz. El tratamiento combinado con anastrozol y tamoxifeno no ofrece ningún beneficio clínico sobre la monoterapia con tamoxifeno                       |
| Estradiol y Dienogest | El anastrozol actúa disminuyendo la biosíntesis de estrógenos en los tejidos periféricos y las células cancerosas. En consecuencia, es probable que el uso concomitante de estrógenos interfiera con la eficacia clínica del anastrozol |
| Talidomida            | El uso de talidomida junto con anastrozol puede aumentar el riesgo de producción de coágulos sanguíneos |
| Tucatinib             | El anastrozol puede aumentar los niveles de tucatinib en la sangre. Esto puede aumentar el riesgo de efectos secundarios graves, como lesión hepática, diarrea, náuseas, vómitos, dolor abdominal y convulsiones                        |

## Uso clínico

### Tratamiento de primera línea de mujeres posmenopáusicas con cáncer de mama localmente avanzado o metastásico
El anastrozol es eficaz como tratamiento de primera línea en mujeres posmenopáusicas con cáncer de mama localmente avanzado o metastásico porque actúa como un potente inhibidor de la aromatasa, reduciendo significativamente la producción de estrógenos. En mujeres posmenopáusicas, los estrógenos se sintetizan principalmente a través de la aromatización de andrógenos en los tejidos periféricos. Al disminuir los niveles de estrógenos, el anastrozol limita el estímulo hormonal que favorece el crecimiento de los tumores de mama dependientes a hormonas.

### Tratamiento de la ginecomastia masculina
El anastrozol es utilizado en el tratamiento de la ginecomastia masculina debido a su capacidad para inhibir la conversión de andrógenos en estrógenos, que es mediada por la enzima aromatasa. En los hombres, los niveles elevados de estrógenos pueden provocar el desarrollo de tejido mamario (ginecomastia).

### Tratamiento de segunda línea del cáncer de mama avanzado que progresó con terapia con tamoxifeno
Mientras que el tamoxifeno actúa como un modulador selectivo del receptor de estrógenos (SERM), el anastrozol inhibe la aromatasa y reduce la síntesis de estrógenos. Esta reducción más directa y significativa de los niveles de estrógenos puede ser efectiva en casos donde el bloqueo del receptor de estrógenos por tamoxifeno ya no es suficiente para controlar el crecimiento tumoral.

## Efectos adversos
Para la evaluación de las reacciones adversas (RAM) se tienen en cuenta los criterios de la CIOSM.
| Grupo CIOSM     | Tipo de reacción |
| --------------- | --- |
| Muy frecuentes  | Osteoporosis, dolor de huesos, angina y cardiopatías isquémicas, rash cutáneo, sofocos,alteraciones gastrointestinales, náusea, vómito, fatiga, dolor de cabeza, alteraciones del ánimo, dolor, astenia, dolor de espalda               |
| Frecuentes      | Fracturas óseas, infarto agudo al miocardio, isquemia cerebral, eventos trombóticos, hipercolesterolemia, alopecia, diaforesis, dolor abdominal, estreñimiento, diarrea, sequedad vaginal, disfunción sexual, hemorragia vaginal, mareo |
| Poco frecuentes | Úlceras, ampollas, carcinoma de endometrio, ictericia, alteración del cuadro hepático |
| Raros           | Anafilaxia, angioedema, trombosis de retiniana, accidente cerebro vascular |
| Muy raros       | Síndrome Steven-Johnson, rash prurítico, xerodermia |

## Contraindicaciones
- Es catalogado como categoría C en el embarazo, puesto que estudios han demostrado que el anastrozol induce daño fetal en modelos animales.[13]
- A pesar de que no es claro si el anastrozol pueda estar presente en la leche materna, no se recomienda la lactancia hasta pasadas 2 semanas desde la última dosis, debido a los serios efectos adversos que podrían presentarse en el infante[13]
- No está indicado para el tratamiento de cáncer de mama en mujeres premenopáusicas. A pesar de esto, inhibidores de la aromatasa, como lo es el anastrozol, se usan en mujeres premenopáusicas combinados con la supresión ovárica, como tratamiento adyuvante del cáncer de mama en mujeres premenopáusicas menores de 35 años y en mujeres que requieren quimioterapia en las que su uso se asocia con una reducción significativa del riesgo de recurrencia[13][14]

### Sobredosis
La información sobre los signos y síntomas de una sobredosis de anastrozol es escasa. No hay descripciones documentadas de pacientes que hayan recibido más de 60 mg (dosis que fue administrada a un voluntario sano y que fue bien tolerada). No existe un antídoto específico para el anastrozol, por lo que el tratamiento debe ser de soporte vital y sintomático, incluyendo el monitoreo cercano de los signos vitales del paciente. La diálisis sería una terapia curativa en estos casos, puesto que el anastrozol tiene baja unión a proteínas plasmáticas.

### Presentaciones
Su vía de administración es únicamente oral, entre sus presentaciones solo encontramos comprimido recubierto con película.

## Otros usos

### Usos no incluidos en el registro sanitario (Off Label)

#### Inducción de la ovulación en el tratamiento de la infertilidad
En mujeres con infertilidad, especialmente aquellas con síndrome de ovario poliquístico (SOP), los niveles elevados de estrógenos pueden inhibir la liberación de la hormona luteinizante (LH) y la hormona foliculoestimulante (FSH), esenciales para la ovulación. Al inhibir la aromatización y, por ende, reducir los niveles de estrógenos, el anastrozol elimina la retroalimentación negativa en el eje hipotálamo-hipófisis, lo que incrementa la secreción de FSH y LH. Este aumento en las gonadotropinas estimula el desarrollo folicular ovárico, promoviendo la ovulación y mejorando las probabilidades de concepción.

#### Tratamiento de los miomas sintomáticos y la endometriosis
Los miomas uterinos y la endometriosis son patologías hormono-dependientes, principalmente moduladas por los estrógenos. En el caso de los miomas uterinos, los estrógenos facilitan su crecimiento; por lo tanto, la reducción de los niveles de estrógenos mediante el uso de anastrozol puede disminuir el tamaño de los miomas y mitigar síntomas como el sangrado uterino anormal y el dolor pélvico. En la endometriosis, la proliferación ectópica del tejido endometrial es estimulada por los estrógenos. Al reducir los niveles de estrógenos, el anastrozol puede disminuir la proliferación y actividad del tejido endometrial ectópico, aliviando el dolor y otros síntomas relacionados.

#### Tratamiento de los niños con baja estatura y retraso constitucional de la pubertad
En niños con baja estatura y retraso constitucional de la pubertad, la disminución de los niveles de estrógenos puede ser beneficiosa debido a los efectos de los estrógenos en la maduración y el cierre de las placas epifisarias en los huesos largos. Al reducir estos niveles, el anastrozol puede retardar el cierre epifisario, permitiendo un período más prolongado de crecimiento longitudinal óseo y, por ende, incrementando la talla final. Además, en el retraso constitucional de la pubertad, el anastrozol puede ayudar a regular la progresión puberal al modular los niveles hormonales, favoreciendo un desarrollo puberal más acorde con el ritmo fisiológico.

## Controversias
Algunos profesionales de la salud cuestionan si su uso como terapia puramente preventiva vale la pena teniendo en cuenta el riesgo cardiovascular que los inhibidores de la aromatasa conllevan y se plantean como mejor opción el uso de monoterapia con tamoxifeno, el cual posee menos efectos adversos cardiovasculares.